# The Latin Bit
The Latin Bit è un album di Grant Green, pubblicato dalla Blue Note Records nel 1962.
Il disco fu registrato negli studi di Rudy Van Gelder a Englewood Cliffs in New Jersey (Stati Uniti).

## Tracce
Lato A
1. Mambo Inn – 5:48 (Bobby Woodlen, Edgar Sampson, Mario Bauza) – Registrato il 26 aprile 1962 a Englewood Cliffs, N.J.
2. Besame Mucho – 7:09 (Consuelo Velazquez, Sunny Skylar) – Registrato il 26 aprile 1962 a Englewood Cliffs, N.J.
3. Mama Inez – 6:38 (Eliseo Grenet, Wolfe Gilbert) – Registrato il 26 aprile 1962 a Englewood Cliffs, N.J.

Lato B
1. Brazil – 4:59 (Ary Barroso, Sidney Keith Russell) – Registrato il 26 aprile 1962 a Englewood Cliffs, N.J.
2. Tico Tico – 7:42 (José Abreu) – Registrato il 26 aprile 1962 a Englewood Cliffs, N.J.
3. My Little Suede Shoes – 6:21 (Charlie Parker) – Registrato il 26 aprile 1962 a Englewood Cliffs, N.J.

Edizione CD del 2007, pubblicato dalla Blue Note Records
1. Mambo Inn – 5:52 (Mario Bauza, Edgar Sampson, Bobby Wooden)
2. Besame Mucho – 7:12 (Sunny Skylar, Consuelo Velazquez)
3. Mama Inez – 6:42 (Wolfe Gilbert, Eliseo Grenet)
4. Brazil – 5:01 (Ary Barroso, Sidney Keith Russell)
5. Tico Tico – 7:46 (José Abreu, Ervin Drake, Aloysio Oliveira)
6. My Little Suede Shoes – 6:23 (Charlie Parker)
7. Blues for Juanita – 7:06 (Grant Green, Milt Jackson)
8. Grenada – 6:27 (Agustin Lara) – Bonus track
9. Hey There – 7:24 (Richard Adler, Jerry Ross) – Bonus track

  - Brani numero 8 & 9 registrati il 7 settembre 1962 a Englewood Cliffs, New Jersey

## Musicisti
Grant Green Sextet
Brani (LP : A1, A2, A3, B1, B2 & B3 / CD : 1, 2, 3, 4, 5, 6 & 7)
- Grant Green - chitarra
- John Acea - pianoforte
- Wendell Marshall - contrabbasso
- Willie Bobo - batteria
- Carlos "Patato" Valdes - congas (non suona in "Blues For Juanita")
- Garvin Masseaux - chekere (non suona in "Blues For Juanita")

Grant Green Sextet
Brani (CD : 8 & 9)
- Grant Green - chitarra
- Ike Quebec - sassofono tenore
- Sonny Clark - pianoforte
- Wendell Marshall - contrabbasso
- Willie Bobo - batteria
- Carlos "Patato" Valdes - congas

## Classifiche
| Classifica (2021) | Posizione massima |
| ----------------- | ----------------- |
| Grecia            | 75                |